# Pirro Mani
Pour les articles homonymes, voir Mani.
Pirro Mani, né le 14 avril 1932 à Korče (Albanie) et mort le 3 juin 2021, est un réalisateur, acteur et metteur en scène de théâtre albanais.
Il est l'une des personnalités les plus marquantes de l'histoire du théâtre albanais. Il a travaillé au Théâtre national d'Albanie pendant 25 ans.

## Biographie
Pirro Mani étudie à l'Institut d'État des arts théâtraux, GITIS, Moscou. De retour dans son pays natal, il est nommé directeur du A. M. Çajupi, Korça, qu'il dirige pendant environ huit ans. De 1967 à 1992, il est directeur du Théâtre National, où il mit en scène des dizaines de pièces. Dans sa carrière artistique, il compte plus de 80 représentations. Il est honoré de nombreux prix. 
Il est connu comme spécialiste de la mise en scène de scènes de masse et de la mise en scène. Ses performances les plus connues sont Cuca e maleve, Fytyra e dytë [Le Deuxième Visage], Arturo Ui, Gjenerali i ushtrisë së vdekur [Le Général de l'armée morte], Epoka para gjyqit [L'Âge avant le procès], Nata e 11 -të [La 12e nuit], Prometeu [Prométhée], etc. Il participe également à plusieurs longs métrages. Il est honoré du titre d'Artiste du peuple. 
Pirro Mani meurt à New York le 3 juin 2021.
Il vivait à New York, aux États-Unis, depuis 2002, avec sa femme, l'actrice Pavlina Mani (sq) et sa famille.

## Filmographie partielle
Sauf indication contraire, les informations mentionnées dans cette section peuvent être confirmées par la base de données cinématographiques IMDb,  présente dans la section « Liens externes ».

### Comme acteur

#### Au cinéma
- 1965 : Vitet e para (sq) : Stavri Lara
- 1970 : I teti në bronx (sq) : Sali Protopapa
- 1994 : Loin des barbares : Luan Kodra

### Comme réalisateur

#### À la télévision
Téléfilms
- 1968 :  Fytyra e dytë
- 1971 :  Arturo Ui
- 1973 :  Prefekti
- 1977 :  Përmbytja e madhe
- 1984 :  Prometeu

## Récompenses et distinctions
Sauf indication contraire, les informations mentionnées dans cette section peuvent être confirmées par la base de données cinématographiques IMDb,  présente dans la section « Liens externes ».
- Pirro Mani : Récompenses, sur l'Internet Movie Database